# 越南社会主义共和国历史
越南社会主义共和国历史是1976年越南民主共和国（北越）解散南方民解的临时政权，组成全国政府，改国名为“越南社会主义共和国”之后的历史。这是越南战争之后，越南重新统一后的历史，并一直延续到现在。1973年3月美军撤退。1975年4月，越南人民军占领越南共和国（南越）首都西贡，越南战争结束。
1977年，越南共产党第四次全国代表大会确定了亲苏联的方针，与中华人民共和国关系转趋冷淡。1978年，由于越南政府在前南越地区推行“社会主义改造”，导致大批越南华侨逃离越南。1978年11月，鉴于统治柬埔寨的红色高棉曾侵入越南富国岛并屠杀在柬埔寨越南裔公民，越南人民军入侵柬埔寨，柬越战争爆发。越军迅速攻克柬埔寨首都金边并且扶植了名为柬埔寨人民共和国的亲越傀儡政权，但联合国一直不承认柬埔寨人民共和国。1979年1月，越南与苏联签订了《越苏友好合作互助条约》，越军侵占柬埔寨后，在柬泰边境地区部署重兵，多次以种种借口对泰国发动军事入侵，使泰国边境地区人民生命财産遭受严重损失，泰国军队分3路痛击来犯之敌，经过13天的激烈战斗，击毙越军200多人，击伤30多人；俘虏40多人，并被全部逐出泰国领土。1979年2月，因为与中国的边境争端，同时中国为报复越南入侵并消灭柬埔寨的赤棉政权，而引发中越战争，中国人民解放军在攻入越南北部的谅山、高平、老街三个省会后，于3月中旬撤军回国。此后，中越边境冲突仍不断发生，绵延达10年之久。
1986年，越共中央总书记黎筍病逝，执政的越南共产党开始改变其经济政策，学习市场经济和对外开放投资的模式，此政策称为革新开放。1989年，中苏关系实现正常化，越南同年从柬埔寨撤离全部军队，中越边境冲突亦告结束。1991年，越南共产党代表团访问中国，中越关系实现正常化。1995年7月，越南与美国建交。

## 反侵略与统一

### 独立与南北分裂
1945年“八月革命”，胡志明在河内发表《越南独立宣言》，宣布越南从“日寇”夺回政权，现要废除君主制、脱离法国统治，建立越南民主共和国（即北越）。当时以戴高乐为首的法国政府，欲保留海外属地，不愿承认北越独立。法国虽然在印度支那卷土重来，但未能完全在越南恢复权力，北越和法国从1946年年底起交战（是为“第一次印度支那战争”）。1949年，法国支持保大帝成立政权，获得美、英承认。北越则得到中华人民共和国大量支援。1950年，北越在越中边境战役击败法军，扩大和巩固了越北根据地，又在中、南部打击法国势力。1953年11月，北越军攻取西北部的莱州，法军将领纳瓦尔派援军到奠边府支援，但这些部署，有分析指“平白把精锐部队摆在远离任何战略意义的位置，浪费了可用之兵”，而且法军并未料到北越军配备了中国解放军的大炮，因而低估敌手。此时，美、法、苏、中、北越等国为解决纷争，在1954年初召开日内瓦会议，中国共产党提议北越先在奠边府争取军事胜利，以便在谈判中占优。3月，北越军在奠边府攻击法军，是为“奠边府战役”，到5月北越军控制当地，法军投降。战后，各国在日内瓦会议上达成协定，同意在越南中部划分军事分界线“一七线”、尊重越南独立统一及举行全国选举。美国总统艾森豪威尔在法国失败后，发表“多米诺骨牌理论”，认为共产主义阵营在印支得胜后将会扩展势力，威胁日本、印尼等地，美国不得不介入。南方保大政权的内阁总理吴庭艳（即吴廷琰）亦以其亲美抗共的方针，获得美国政府支持。1955年10月，吴庭艳罢黜保大，成立越南共和国（又称为南越或西贡政权），出任总统，拒绝举行全越大选。越共对南方事态发展甚为不满，声称要“大力展开斗争”。
北越与共产主义国家关系密切。1949年中国国共内战期间，北越本着“助人如助己”的方针，派军到广西配合中国共产党作战。中国共产党建立中华人民共和国后越共便发出电贺，贺文称两国是“数千年历史的兄弟关系”，要共同“保卫世界的民主和持久和平”。北越从中共取得武器援助，并得到苏联、东欧共产主义各国承认其政权。在国内施政方面，越共进行土地改革，废除封建土地所有制，分配土地给农民，要求曾超额征收佃租的地主按时还租。但因政府中不少干部人员能力及经验不足，加上政策对部份地主处置不当，一度出现混乱，北越政府乃加强培训干部及纠正谬误。50年代后期，矿工业、商业部门都基本上被国有化，大规模的栽培园收归国有，土地大多数归农民私有。60年代，为防止农村出现资本主义及有效分配资源，而设立互助社、合作社等单位，使农业发展集体化。

### 越南战争的爆发
1964年，因美国介入而使越南战争（又称“第二次印度支那战争”）扩大。该年8月，美国声称驱逐舰马多克斯号在北部湾（又称东京湾）被北越鱼雷艇袭击，美国遂决定作战，是为“北部湾事件”。据美国学者萨德赛指出，在事前美国总统林登·约翰逊就不想对共产阵营显得太“软弱”，事件发生后便以国会授权及全国共识作后盾。在战事中，美军采取“搜寻与歼灭”、轰炸、使用化学品（橙剂）脱去树叶、心理战等战术，对付北越及民解军队，但未能取得实质成果。战争对越南民众造成大灾难，出现大规模逃亡潮，有统计指西贡在越战时从二百万人口急升至七百万，形成巨大社会经济压力，单是沦为娼妓的少女就达四十万之多。1968年初，北越发动春节攻势，在短时间内进攻南方各城市、政府机关及军事基地等，沉重打击美军及南越政府。美国反战的声音逐渐高涨，如时任美国国防部长克理福指出美国人的信心受到很大动摇，并质疑南越政府的规律、机智及恢复民众秩序的能力。美国反战人士主动到北越访问，如在1968年5月24日，美国大学生组成代表团访问北越；1969年12月12日，反战机构“美国妇女为和平而斗争”访问北越。越共为配合战争发展，在柬埔寨、老挝活动，透过胡志明小径运送物资，美国便把战事扩展至柬老两国，打击共党活动。
1969年，美国政府有感战况胶着，便采取战争“越南化”政策，逐步撤军，由南越军取代战斗任务。但北越指斥此一构想为美国延长战争、利用越南人打越南人的计谋。1973年1月，北越、临时革命政府（民解组成）、南越、美国透过谈判，达成《巴黎协议》，规定就地停火、驻越美军全部撤出。两年后的1975年4月30日，北越军队击败南越政府，进占西贡，解放各省并统一全国。在越南战争中，导致逾三百万越南人死亡。

## 统一初期
北越统一全国后，于1976年解散南方民解的临时政权，组成全国政府，改国名为“越南社会主义共和国”。越南在越南共产党（曾使用印度支那共产党、越南劳动党等名称）统治下，采行一党专政模式，取缔其他政党。为实现共产主义，越共政府推行“第二个五年计划”（1976至1980年），但该计划过于激进，试图跳过资本主义经济发展阶段，不切合本国社会经济落后的事实，且权力过度集中，所有经济活动都由国家管理，地方领导及私人企业缺乏发展空间。“第二个五年计划”与“第三个五年计划”（1981至1985年）接连失败，同时又打击资本家和华人，以致出口锐减、外债增加、消费品匮乏、通货膨胀，民众生活艰苦。从南越败亡时起，不少越南民众逃亡出境，对其他国家及地区带来沉重负担，逃到美国的越南难民，从1975到1991年每年数以千计至十万计；香港自1975年以后有二十万越南船民及难民到来寻求庇护，香港以“有秩序、和平与符合人道”的方式，陆续将约十四万名难民安排移民海外，约六万七千名遣返越南，约一千三百多名获香港收容，到2000年才关闭所有越南难民中心。

## 外交波折
越南统一后，外交形势出现波折。1977年，越南社会主义共和国成为联合国会员国，同时又加强与苏联合作，对印支邻国加强影响力，与老挝（即老挝）缔结《越老友好合作条约》以发展“特殊关系”，又在1978年全面出兵柬埔寨（是为柬越战争），占领该国，支持柬埔寨人民共和国成立。与中共则反目成仇，1979年因边界问题爆发中越战争，中国人民解放军在该年攻入谅山等地，逼近首都河内，越南政府加紧防御，中华人民共和国撤军，但此后约十年间，越中处于敌对状态，时而兵戎相见。

### 柬越战争
1978年12月25日，越南人民军集中使用18个陆军师又15个团(旅)、1个航空兵师，共约20余万人的兵力对柬埔寨发动全面进攻。军事行动总指挥是越南国防部副部长兼越南人民军总参谋长黎仲迅，副总指挥黎玉贤少将。
1978年12月25日，越军首先对柬军仅有1个师设防的东北大区实施突破，沿19号公路向柬纵深进攻，于1979年1月3日占领了上丁和戈涅。越军沿13号公路进攻的部队在坦克配合下，分三路突破柬军斯努防线，于1978年12月30日占领了桔井。越军沿7号公路进攻的部队在哗变柬军203军区的配合下于1979年1月2日进至湄公河渡口洞里贝，渡河围攻磅谌，1月5日，越军部分兵力绕过磅谌西进。
越军进攻金边及其东南的部队占使用总兵力的80%，于1978年12月27日发起进攻。其中，越军主攻金边的主力部队分兵两路，一路沿1号公路进攻，于1979年1月3日攻占柴桢；另一路沿湄公河左岸北上进攻，攻陷波罗勉和干丹省，于1月4日进至乃良（1号公路的湄公河渡口），切断了在柴桢地区的柬军后路，并推进至金边以东的三隆通。沿2号公路与3号公路进攻的越军主力部队，于1979年1月5日已经占领茶胶、贡布等地，并以一部兵力突入金边西南磅士卑，切断了金边至西哈努克港的4号公路。
1979年1月7日占领金边当天，“柬埔寨救国民族团结阵线”中央委员会主席韩桑林发表告人民书。第二天即1月8日，“柬埔寨人民委员会”宣布成立，开始行使柬埔寨国家权力，韩桑林为人民委员会主席，宾索万为副主席兼管国防，洪森为委员会委员兼管外交，谢辛为委员会委员兼管内政，委员高占达负责新闻、出版和文化部，委员姜文教授负责教育部，委员努本博士负责卫生兼社会事务部，委员莫萨贡负责经济和人民福利部，同时苏联、东德、匈牙利、保加利亚、越南、老挝、阿富汗立即宣布承认支持韩桑林为首的金边新政权。越南扶植了一个傀儡政权即柬埔寨人民共和国长达14年之久，该政权得到苏联和东欧国家集团的承认，在此期间，越南人民军部队一直驻留在柬埔寨领土上。
1979年1月5日至6日，越军从东、西、南三面逼近金边市。1月6日中午，西哈努克亲王与南斯拉夫驻金边外交人员等乘坐中国派去的波音707民航专机，从金边波成东机场起飞撤离。民柬部队守备首都的中央警卫师以及柬埔寨党政机构被迫主动撤出金边，越军于1月7日12时30分占领金边。

### 中越冲突
中越双方的陆地疆界长达1300公里，从1978年9月以后，双方都指责对方军队越界。在这场战争之前，河内政府由于苏联的支持而与中国交恶，敌视华人，开始将南方的私人企业收归国有，由于居住在越南的华侨华裔普遍较富裕，许多企业为华人所有，这项被中国指摘为排华的举动，确实使华人丧失了财产，并受到残酷的政治压迫，许多平民遭到秘密逮捕和肆意杀害，迫使许多人不得不抛弃财产甚至家人逃亡。在一些“战略要地”，华人要接受无穷尽的“忠诚测试”，直至被驱逐离开越南。由于无法容忍越南当时这种非人道的反华行为，中国政府一方面对于越南发出谴责，另一方面接收了大量沦为难民的越南华侨。
越南方面对位于中越边境的陆地（在清末边界划分中，划入中国的部分）、南海诸岛提出主权要求，对于中华人民共和国对西沙群岛、南沙群岛的主权坚持深感不满，出兵占领了南沙群岛部分岛屿，并与中国发生了小规模的边境冲突。中方指称越方“上述种种举动威胁了中国国境安全和影响了东南亚的局势稳定”，“为了捍卫主权，惩治侵略者和保护华侨权益”而对越进行“自卫还击战”。
1979年2月17日至3月16日爆发战争。中国人民解放军在短时间内占领越南北部几个重要城市，一个月之内便宣布胜利，撤出了越南。越方在中方撤出之后也宣布取得了战争的胜利。这场战争令中越两国关系进一步恶化到最低点，并使大量越南华人持续逃亡（大部分前往中国境内）。两国在整个八十年代持续爆发边界冲突，即两山战役，中国军队攻占老山、者阴山地区。九十年代苏联解体后，两国关系逐步恢复正常，陆地边界也最终划定。

## 革新开放
1986年，越共中央总书记阮文灵推行“革新开放”，发展多元化商品经济，以宏观管理的方式发展经济，革新措施包括改进农村家庭承包制、扩大企业经营自主权、将国企推向市场、控制通货膨胀、增加外贸出口、吸引外资、发展私营经济等等。
越南逐渐摆脱外交困境。1991年，越共中央总书记阮文灵访华，与中共中央总书记江泽民洽谈，两国关系才趋于正常化。与此同时越南政府与各国改善关系，1989年从柬埔寨撤军，1990年代与美国逐步修好，美国解除对越贸易禁运，越南协助寻找越战失踪美军，两国关系正常化。越南又积极参与国际社会，1995年加入东南亚国家联盟（简称“东盟”），1998年加入亚太经合组织。

## 21世纪的越南
踏入21世纪，越南继续面对机遇与挑战。2001年越南共產黨第九次全國代表大會确定建立社会主义市场经济体制。1990-2006年国内生产总值年均增长7.7%。2003年越南克服了非典（SARS）和自然灾害影响。国内生产总值（2008年）约893亿美元。平均国民所得现约1000美元。目前尚落后于大部分的东盟会员国，仅高于缅甸、柬埔寨和老挝等。越南为未来11国成员。
2008年出口额629.06亿美元，进口额804亿美元。2007年，越南加入世界贸易组织，融入世界经济，为越南社会经济带来巨大变化。高通货膨胀率以及巨额之贸易逆差为越南经济发展之二大隐忧，2012年越南通货膨胀达9.2%且央行持有外汇存底有限。越南南部海域有石油储量，约8,200万吨（约6亿桶）有开采和少量炼油能力，越南石油天然气集团和日本及科威特有联合投资关系进行石油产业建立。越南农林水产品出口金额239亿美元，较2011年衰退4.4%但依然是多数国民生计，其中能发展出口价值农渔产品的民众较有机会在农村成为富农，稻米以中国大陆、菲律宾为最大出口对象，咖啡以售往美国及德国为多。其他一般农民贫困率仍高，想致富只有前往外国当外劳的途径。